# Kalai Duai
Kalai Duai is een bestuurslaag in het regentschap Bengkulu Utara van de provincie Bengkulu, Indonesië. Kalai Duai telt 606 inwoners (volkstelling 2010).